# The World Factbook
The World Factbook – coroczna publikacja Centralnej Agencji Wywiadowczej Stanów Zjednoczonych zawierającą podstawowe informacje o wszystkich krajach świata.
Factbook na kilku stronach podsumowuje najważniejsze informacje o danym kraju: jego historię, geografię, demografię, rząd, gospodarkę, telekomunikację, transport, wojsko i kwestie międzynarodowe.
Redakcja mieści się w Waszyngtonie. Pierwsze wydanie w 1980 zatytułowano: National Basic Intelligence Factbook, lecz w kolejnym roku rocznik nosił bieżący tytuł. Informator wydawany jest przez dwie niezależne (w dwóch nakładach) od siebie firmy: Potomac Books i Skyhorse Publishing.
Ponieważ The World Factbook jest przygotowywane przez CIA, dlatego styl, format, a zwłaszcza treść wychodzi naprzeciw specyficznym potrzebom rządu USA. Publikacja jest często wykorzystywana i cytowana jako istotne źródło informacji. Jako że jest ona publikacją państwową, traktowana jest jako domena publiczna (public domain).

## Publikacje alternatywne
- The World Almanac and Book of Facts
- The New York Times Almanac
- Time Almanac
- Whitaker’s Almanack
- Der Fischer Weltalmanach
- The Europa World Year Book